# К'ак'-Ухоль-К'ініч II
К'ак'-Ухоль-К'ініч II (д/н — після 680)— ахав К'анту у 658—680 роках.

## Життєпис
Стосовно батьків у вчених немає впевненості. Дата народження невідома. У 658 році став співволодарем ахава К'ана II. Церемонія інтронізації відбулася в день 9.11.5.14.0, 12 Ахав 8 Шуль (25 червня 658 року). Вже через 29 років помер К'ан II, й К'ак'-Ухоль-К'ініч II став одноосібним ахавом.
В його володарювання головним ворогом було Саальське царство. Спочатку зазнав поразки від саальців, а в день 9.12.7.14.1, 3 Іміш 9 Поп (2 березня 680 року) його столицю Хуш-Віцу було захоплено і пограбовано, К'ак'-ухолят-К'інічу II довелося тікати зі своєї столиці. Він сховався у фортеці на місці городища Ла-Рехолья, розташованого на зручному для оборони пагорбі поблизу річки Чікібуль, в 12 км на північний захід від Хуш-Віци. В Ла-Рехольї була виявлена єдина відома стела К'ак'-Ухоль-К'ініча II.
14 серпня 680 року К'ак'-Ухоль-К'ініч II повернувся до Хуш-Віци. Вважається, що в розвиток подій втрутилося Канульське царство, і між 680—682 роками по Саалю було завдано удару у відповідь.
Після 680 року про діяльність К'ак'-Ухоль-К'ініча II немає відомостей.